# Генерал-вагенмейстер

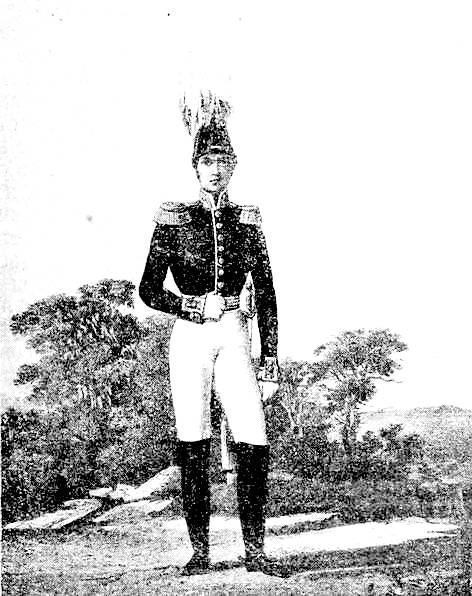
Генералъ-вагенмейстеръ
(1816—1825 годов).

Генерал-Вагенмейстер, Генерал-вагенмейстер (от нем. Wagen — повозка и нем. Meister — мастер, специалист) — с 1716 года чин, с 1722 года — военный чин 7-го класса по Табели о рангах, впоследствии — воинская должность в Русской императорской армии до 1868 года, начальник обозов армии.
Чин учреждён, «чтобы при походе войска конфузии не происходило», Петром I в Данциге 30 марта (10 апреля) 1716 года. Генерал-вагенмейстер назначался из штаб-офицеров подчинённых дежурному генералу армии.

## История

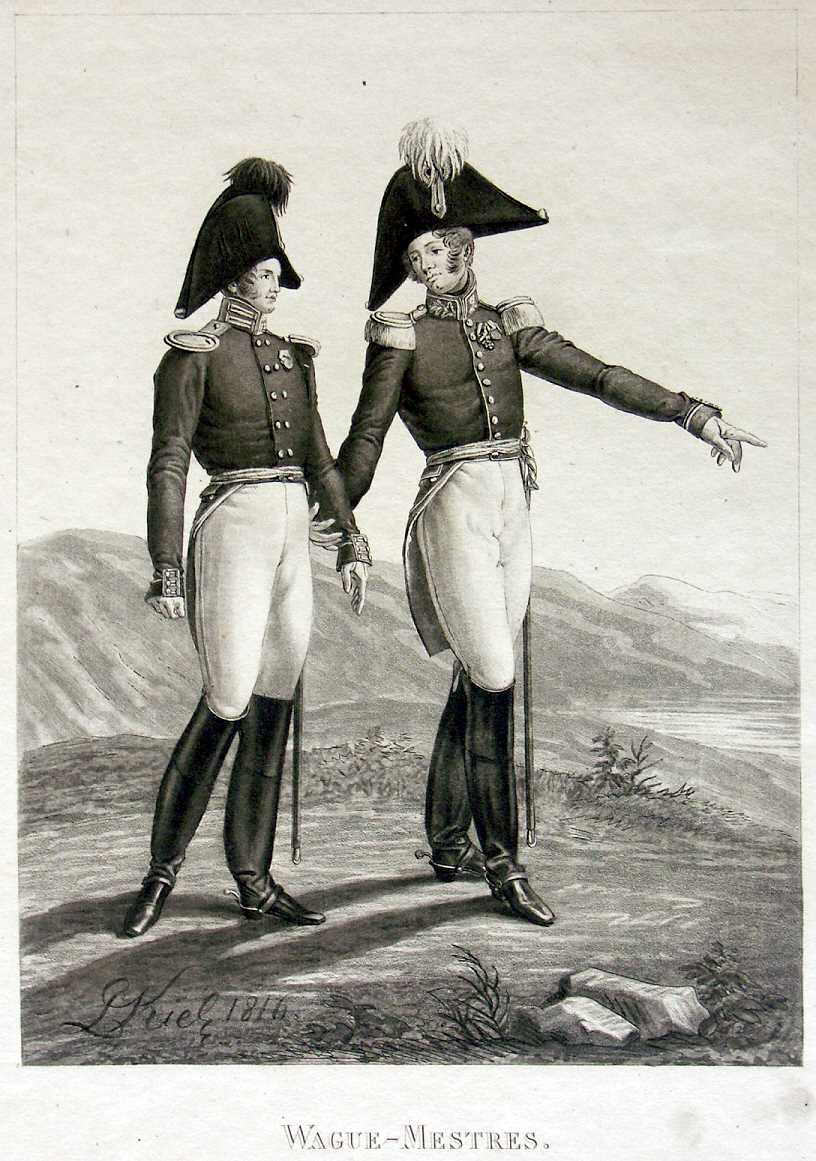
Лев Киль, Вагенмейстеры эпохи Наполеоновских войн.

### Россия
В табели о содержании полной армии 1711 года (I ПСЗРИ, т. IV, № 2319) в составе Генерального штаба значилось два генерал-вагенмейстера. То же их число определено табелью 1720 года (I ПСЗРИ, т. XLI, ч. 1-я, № 3511); оно осталось неизменным при пересмотре этой табели в 1730 и 1731 годах. (I ПСЗРИ, т. VIII, № 5637 и т. XLI, ч. 1-я, № 5764 и № 5864). Жалование генерал-вагенмейстера составляло 360 рублей в год, ему было положено 4 денщика.
Генерал-вагенмейстер подчинялся непосредственно дежурному генералу армии. Генерал-вагенмейстер имел при себе двух помощников из обер-офицеров, ему подчинялись все остальные вагенмейстеры и обер-вагенмейстеры — старшие начальники военных обозов, по корпусам, по отрядам.
Функции генерал-вагенмейстера определены в Воинском уставе Петра I. Генерал-вагенмейстер учреждал должности вагенмейстера и обер-вагенмейстера «по рангу полков» и руководил их работой; распоряжался всеми обозами армии: определял порядок их следования, место на стоянке и во время боя, руководил устройством мостов и гатей, ремонтом дорог по пути следования. Руководил фурштатом (обозом и его командами) армии. Генерал-вагенмейстер распоряжался и обозами чиновников при главной квартире и находящихся при ней маркитантов. При составлении вагенбурга (повозочный городок или укрепление из повозок) генерал-вагенмейстер командовал им или состоял под началом командира войск, прикрывающих обоз. Но во всех случаях он наблюдал за устройством вагенбурга и порядком в нём. Ему подобало быть «добрым счислителем», следить, чтобы все телеги поставлены были рядами и в походе не нарушался их строй, чтобы «харчевнические и прочие телеги» шли на своих местах.
А в соответствии с Его Императорского Величества воинским уставом о полевой Кавалерийской службе было положено Генерал-Вагенмейстеру иметь в беспосредственной своей команде все то, что до обоза принадлежит, и полковых Аудиторов.
С 1812 года центральное военное управление в России вверялось Главному штабу Е. И. В. куда входил и Генерал-вагенмейстер. Должность генерал-вагенмейстера была упразднена с изданием в 1868 году Положения о полковом управлении войск в военное время и приказом по Военному ведомству 1882 года, № 105.
Обер-вагенмейстеров, в ВС России, полагалось иметь в корпусных и дивизионных штабах, для командования бригадами (фурштатская бригада) и батальонами (фурштатский батальон) фурштата (обозные формирования). В 1864 году должность обер-вагенмейстер была уничтожена.
С момента издания, в 1711 году, штатов пехотных и драгунских полков вооружённых сил, название Вагенмейстер (Wagenmeister, Vaguemestre) носил унтер-офицер, исправлявший должность фельдфебеля нестроевой роты. До 1711 года в полках Русского войска он назывался обозным. В 1861 году, Вагенмейстеры переименованы в фельдфебелей нестроевой роты. Полковой вагенмейстер заведовал казённым обозом и полковыми подъёмными лошадьми, с их упряжью, и под его начальством состояли все полковые фурлейты или погонщики.

### Франция
Вагенмейстер (Vaguemestre), во французской армии, назывался адъютант или фельдфебель, заведующий приёмкой и отправкой корреспонденции казённой и отдельных лиц своей части.